# Jonathan Fournel
Pour les articles homonymes, voir Fournel.
Jonathan Fournel, né le 2 octobre 1993 à Sarrebourg, dans l'Est de la France, est un pianiste français. 
Il est premier lauréat du Concours musical international Reine Élisabeth de Belgique 2021 consacré cette année au piano.
Quelques années plus tôt, il remporte déjà le 1er Prix du Concours international de musique Gian-Battista-Viotti en 2013 ainsi que le 1er Prix du Concours international de piano de Glasgow en 2014.

## Biographie
Jonathan Fournel naît à Sarrebourg en 1993 d'un père organiste et professeur de solfège.
Il commence l'apprentissage du piano en octobre 2000 au Conservatoire de Sarreguemines dans la classe de Marianne Henry, puis est admis l'année suivante au conservatoire de Strasbourg où il étudie dans la classe de Stéphane Seban. Parallèlement, il suit des cours particuliers avec Patricia Pagny.
En 2006, il étudie sous la direction de Robert Leonardy (de) et Jean Micault à l'École supérieure de musique de la Sarre (de) tout en suivant des cours auprès de Gisèle Magnan.  
En 2009, il entre au Conservatoire national supérieur de musique et de danse de Paris où il poursuit sa formation successivement auprès des pianistes Bruno Rigutto, Brigitte Engerer, Claire Désert et Michel Dalberto. Depuis février 2011, il étudie l'accompagnement dans ce même conservatoire auprès de Reiko Hozu puis dans la classe de Jean-Frédéric Neuburger.  
Il étudie depuis 2016 à la Chapelle musicale Reine Élisabeth à Waterloo dans la classe de Louis Lortie et d'Avo Kouyoumdjian.